# Quadrilla de Salvatierra
La Quadrilla de Salvatierra (en euskera Aguraingo Eskualdea) és una de les set comarques (quadrilles) en les quals es divideix administrativament el territori basca d'Àlaba. Se situa en el nord-oest i ocupa la meitat oriental d'una àmplia vall conegut com la Planada Alabesa. Es tracta d'una comarca de fort caràcter agrari (cereals, patata, remolatxa) constituïda per més de 60 llogarets de petita grandària (cadascuna d'elles de l'ordre d'unes desenes d'habitants). Aquests llogarets s'agrupen formant els 8 municipis de la comarca. Els pobles d'Araia i Dulantzi són una mica majors, ja que superen els mil habitants i posseïxen una mica d'indústria. La capital i principal població és la vila de Salvatierra/Agurain; antic centre comercial entorn del qual gravitava la comarca, que també compta amb una mica d'indústria. La comarca està creixent en l'actualitat en població, ja que els seus principals nuclis de població (especialment Dulantzi i Salvatierra) estan creixent per l'arribada de gent procedent de la ciutat de Vitòria.
| # | Municipi                 | Alcalde                            | Partit Polític                  | Població | % Població | Territorio km² |
| - | ------------------------ | ---------------------------------- | ------------------------------- | -------- | ---------- | -------------- |
| 1 | Dulantzi                 | Félix Bengoa Ibáñez de Garaio      | PNV                             | 2.125    | 20,5       | 19,9           |
| 2 | Asparrena                | Diego Xavier Gastañares Zabaleta   | Aralar                          | 1.581    | 15,3       | 65,2           |
| 3 | Barrundia                | José Félix Uriarte Uriarte         | PNV                             | 755      | 7,3        | 97,5           |
| 4 | Burgelu                  | MªNatividad López de Munain Alzola | PNV                             | 453      | 4,4        | 32,1           |
| 5 | Iruraitz-Gauna           | Fernando Pérez de Onraita Ortiz    | PNV                             | 506      | 4,7        | 47,1           |
| 6 | Agurain                  | Iñaki Beraza Zufiaur               | Agurain Guztion Artean (Indep.) | 4.096    | 39,5       | 37,8           |
| 7 | Donemiliaga              | María del Carmen Liñares Filloy    | PNV                             | 721      | 6,9        | 85,4           |
| 8 | Zalduondo                | Eduardo Ribaguda Kañas             | PNV                             | 162      | 1,6        | 12,0           |
|   | Quadrilla de Salvatierra |                                    |                                 | 10.381   | 100        | 397,0          |